# Зигмунд I фон Кирхберг
Зигмунд I фон Кирхберг (на немски: Siegmund I von Kirchberg; * 1501; † 3 май 1567) е бургграф на Кирхберг и господар на Фарнрода в Тюрингия.

## Биография
Той е син на бургграф Георг I фон Кирхберг († 5 юни 1519) и втората му съпруга графиня Барбара фон Регенщайн-Бланкенбург († 1529), дъщеря на граф Бернхард V фон Регенщайн-Бланкенбург († 1458/1459) и графиня Елизабет фон Мансфелд († 1474/1477).
Бургграфовете на Кирхберг получават през 15 век дворец Фарнрода, който става тяхна главна резиденция до 1799 г., когато отива обратно на херцог Карл Август фон Саксония-Ваймар-Айзенах.
Зигмунд I фон Кирхберг умира на 3 май 1567 г. на 66 години и е погребан във Фарнрода.

## Фамилия
Първи брак: през 1518 г. в Майнц с Маргарета Ройс († 12 ноември 1522, погребана във Фарнрода), дъщеря на Хайнрих XIII 'Средни', фогт фон Ройс-Плауен, господар на Кранихфелд (1526 – 1539) и Катарина фон Глайхен-Ремда († сл. 1509). Те имат една дъщеря:
- Магдалена, омъжена I. за граф Хупрехт фон Байхлинген († 1549); II. за фон дер Хайде

Втори брак: на 11 март 1523 г. с Лудмила Шенк фон Таутенбург († 1560/сл. 1561), дъщеря на Георг Шенк фон Таутенбург-Фрауенприсниц († 1512) и Анна фон Шлайниц († сл. 1512). Те имат децата:
- Анна, омъжена за граф Лудвиг III фон Глайхен-Бланкенхайн († 1586)
- Сабина, омъжена I. за граф Хектор II фон Глайхен-Рембда († 1560), II. за Адам фон Китлиц-Айзенберг
- Зигмунд II фон Кирхберг (* 7 май 1531 във Фарнрода; † 31 октомври 1570, Фарнрода), бургграф на Кирхберг и господар на Фарнрода, женен I. през април 1559 г. за графиня Доротея фон Мансфелд-Мителорт († 1560), II. на 26 април 1562 г. за Сибила фон Изенбург-Бюдинген-Келстербах († 1608)
- Елизабет, омъжена I. за Ханс Шенк фон Таутенбург (1537 – 1569), II. пр. 1561 г. за Рудолф фон Бюнау
- Амалия
- Марта
- Сидония, омъжена за Якоб Зайфарт фон Нортхайм

Трети брак: с Маргарета фон дер Хайде. Те нямат деца.